# Hüvely
Ez a szócikk a női nemi szervről szól. Egyéb jelentései a hüvely (egyértelműsítő lap) szócikkben találhatók.
A hüvely (latinul vagina, melynek eredeti jelentése kardhüvely) egy cső alakú járat, mely a méhből a női méhlepényeseknél és az erszényeseknél a testen kívülre, a madaraknál, a kloákásoknál és egyes hüllőknél a kloákához vezet. A nőnemű rovaroknak és a többi gerinctelen állatnak is van hüvelye, mely a tojást a külvilágra hozó szervek egyik része.
A közbeszédben hüvely alatt gyakran a vulvát vagy a női nemi szerveket összességében értik. Szorosan véve a fogalmat a hüvely egy meghatározott belső felépítés, míg a vulva csak a külső nemi szervet jelenti.

## Humánanatómia

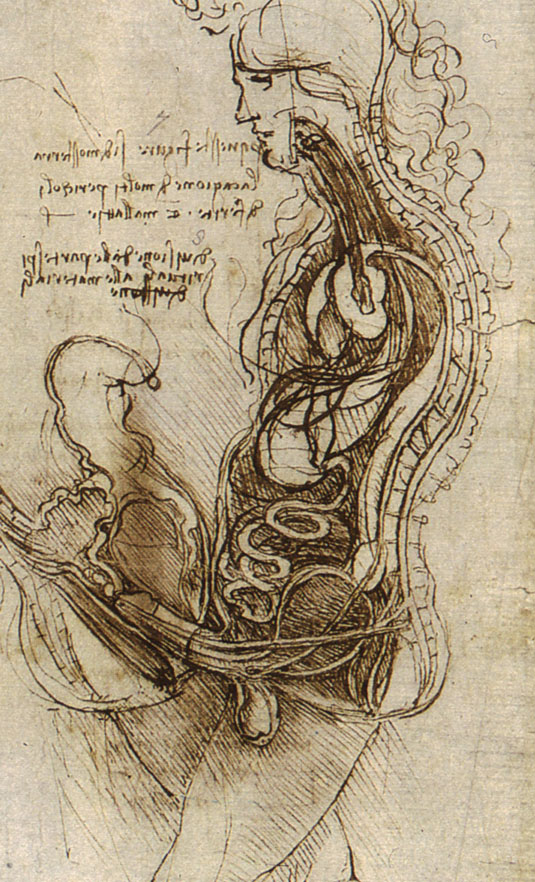
Leonardo da Vinci vázlata (1492 körül. A művész elképzelése, hogy mi történik közösüléskor az emberi testben

Az emberi hüvely egy rugalmas izomcsatorna, mely a méhnyakat köti össze a vulvával. Bár az anatómiában nagy az eltérés, a nyugalmi állapotban lévő hüvely hossza nagyjából 6–7,5 cm a külső falnál (elöl) és 9 cm a hátsó fal mentén. Nemi izgatás során mind széltében, mind hosszában kitágul. Elaszticitása lehetővé teszi, hogy nemi közösülés valamint a magzat szülése alkalmával kitáguljon. A hüvely köti össze a felszíni vulvát a méhnél lévő méhnyakkal.
Ha a nő egyenesen áll, a hüvelycsatorna felfelé, hátra vezet, s a méhhel kicsit több mint 45 fokos szöget zár be. A hüvely bejárati része a vulva hátsó részénél, a húgycső kijárata mögött van. A hüvely felső negyedét a végbéltől a Douglas-űr választja el. A hüvely fölött van a vénuszdomb. A hüvely a vulva belsejével együtt vöröses rózsaszín, mint a legtöbb egészséges, emlősökben lévő izommembrán. A női hüvely külső egyharmadának felgyűrődése során jön létre a felszínen is látható fodrozódás, amit szeméremajaknak neveznek. Ezek átlósan futó, epitéliumi gyűrődések, amelyeknek az a feladatuk, hogy a hüvely kitágulásához szükséges felületet biztosítsa. A hüvelynyákot a hüvely kezdete közelében lévő Bartholin-mirigyek és a méhnyak termeli. A hüvelyfal membránjai úgy termelnek nedvességet, hogy nincs bennük mirigy. Az ovuláció előtt és alatt a méhnyak nyálmirigyei másfajta nyálkát termelnek, aminek hatására megfelelő alkalinos környezet alakul ki a hüvelycsőben, s így a legnagyobb a spermiumok túlélési esélye.
A szűzhártya a hüvely bejáratánál elhelyezkedő membrános kötőszövet, melynek nincs biológiai funkciója. A legtöbb női élőlénynél a szűzhártya a születéstől egészen addig megvan, míg szexuális vagy nem-szexuális behatás következtében fel nem reped. A szövet felrepedhet hüvelyi behatolás, medencevizsgálat, baleset vagy egyes tevékenységek következtében. Ilyen például a lovaglás vagy a gimnasztika. A szűzhártya hiánya nem utal feltétlenül előzetes nemi aktivitásra, mivel nem minden esetben szexuális beavatkozás következtében tűnik el. Ehhez hasonlóan a szűzhártya meglétéből sem lehet a nemi élet hiányára következtetni, mivel vannak lágyabb változatai és műtéti úton is helyreállítható.

## A hüvely élettani szerepei
A hüvelynek számos biológiai szerepe van:

### Peteelválasztás
A hüvely utat biztosít a menstruációs vér és szövetei számára, hogy elhagyják a testet. Ipari társadalmakban ezen folyadékok felszívására vagy megállítására tampont, menstruációs csészét és tisztasági betétet használnak.

### Szexuális tevékenység
A női hüvely bejáratához közel nagy sűrűségben elhelyezkedő idegvégződések kellemes érzést képesek biztosítani a nemi élet alatt, ha úgy izgatják, ahogy azt az adott nő élvezi. Szexuális izgatás alatt, főleg ha a csiklót izgatják, a hüvely falai benedvesednek. Ez csökkenti a különböző szexuális aktivitások során fellépő súrlódást. A kutatások kimutatták, hogy a csikló belenyúlik a vulvába és a hüvelybe.
Izgatás hatására a hüvely hossza átlagosan 8,5 cm hosszúra nyúlik, de nyomás hatására még tágul. Mikor a nő teljesen fel lett izgatva, a hüvely kitágul, míg a klitorisz összehúzódik. A hüvely falát puha rugalmas membránokban gazdag bőr fedi, mely a behatoló hímvessző hosszától függően kinyúlik vagy összehúzódik.

### G-pont
A gyakran G-pontnak nevezett erogén zóna a hüvely egyik elülső falán, a bejárattól körülbelül öt centiméterre helyezkedik el. Több nő különösen kedveli, ha a nemi érintkezés közben a G-pontot ingerlik. A G-pontos orgazmus lehet felelős a női ejakulációért, s több orvos valamint kutató úgy véli, hogy a G-pontnál érzett kellemes érzés a Skene-mirigynek(en) köszönhető, s nem a hüvely egy meghatározott pontjának az izgatása. Ez a mirigy a prosztata női megfelelője. Több kutató megkérdőjelezi a G-pont létét.

### Gyermekszülés
Gyermekszülés alatt a hüvely biztosítja azt az útvonalat, melyen keresztül a baba a méhből az édesanyja testén kívüli külvilágba, saját életének kezdetéhez érkezik. Szülés alatt a hüvelyt gyakran szülőcsőnek is nevezik. A hüvely rendkívül rugalmas, hüvelyi szülés esetén normális méretének többszörösére is képes kitágulni.

## Nemi egészség és higiénia
A hüvely öntisztuló rendszer, s így általában nem igényel különleges kezelést. Az orvosok általában nem támogatják a zuhanyzását. Mivel az egészséges hüvelyben többféle mikroorganikus flóra él egymással olyan szimbiózisban mely megakadályozza a betegséget okozó mikrobák behatolását. Az egyensúly felbomlása számos kimenetellel járhat, többek között okozhat rendellenes ürülés és kandidiázis. A hüvely savassága a tejsavhoz hasonló. Ezt az itt szimbiózisban élő mikroorganizmusok biztosítják. Ez meggátolja számos rosszindulatú mikroba növekedését.
A hüvelyt ginekológiai vizsgálatokkal tanulmányozzák, melynek során gyakran alkalmaznak spekulumot. Ez nyitva tartja a hüvelyt, s így szabad szemmel meg lehet vizsgálni a méhnyakat vagy mintákat lehet venni.

## Betegségei

### Hüvelygyulladás
A hüvely gyulladása gyakori nőgyógyászati eltérés, amely a hüvelyváladék elszíneződésével, bővebb hüvelyi folyással, kellemetlen érzéssel és kivörösödéssel jár. A termékeny korú nő hüvelygyulladását rendszerint valamilyen ingerlő hatású anyag vagy baktérium okozhatja. A változókor előtti vagy utáni életkorban csökken a vér ösztrogénszintje, a hüvely nyálkahártyája sokféle károsító hatásra érzékeny. Az ilyenkor kialakuló hüvelygyulladás oka gyakran ismeretlen.
Fiatal nőknél leginkább az élesztőgombák közé tartozó kandida keltette fertőzés gyakori. Ez rendszerint nem szexuális úton terjed, hanem bizonyos esetekben azért jelenik meg, mert antibiotikum kezelés miatt csökken a laktobacilusok száma a hüvelyben. A kandida fertőzés különösen gyakori cukorbaj és terhesség esetén. Kezelésére gombaölő készítményt alkalmaznak. Ezenkívül baktérium és állati egysejtű okozta hüvelyi fertőzés is bekövetkezhet, amely főleg nemi úton terjed.
A változókor után sorvadni kezd a hüvely nyálkahártyája, a sejtjei kevés glikogént termelnek ahhoz, hogy savas vegyhatású maradjon a hüvelybeli környezet. Ez érzékenyebbé teszi a hüvelyt a fertőzésekre, eredményeképpen apró fekélyek alakulhatnak ki, előfordulhat rendellenes hüvelyi folyás, véres hüvelyváladék, viszketés és érzékenység. Ilyen esetekben javasolt a helyi ösztrogénpótlás.

### A hüvely daganatai
A jóindulatú hüvelyi daganatok vagy a hüvelyfal rostos szövetéből, vagy embrionális szövetmaradványból származnak. Ha véreznek, illetve fájdalmat és helyi ingerlődést okoznak, el kell távolítani őket.
A hüvely rosszindulatú daganatai rendszerint más helyen képződő daganat áttétei. Elsődleges hüvelyi daganat általában a változó kor után levő nőkben alakul ki. A kezelés besugárzásból, valamint a daganat vagy az egész hüvely eltávolításából (környező részekkel együtt) áll.
A hüvely elsődleges mirigydaganata ellenben olyan huszonöt évesnél fiatalabb nőkön fejlődik ki, akik a méhbeli életük során dietil-stilbösztrol hatásának voltak kitéve, az anyjuk ezt a gyógyszert kapta terhességének a kezdeti szakaszában.

## Képek a hüvelyről

A méh és a petevezetékek
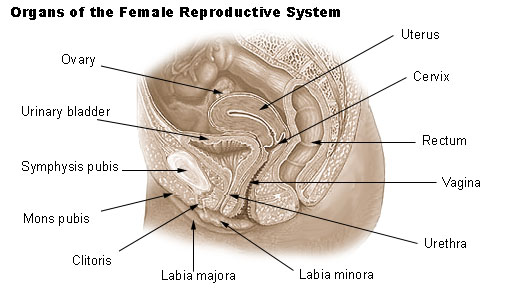
A női szaporítószervek
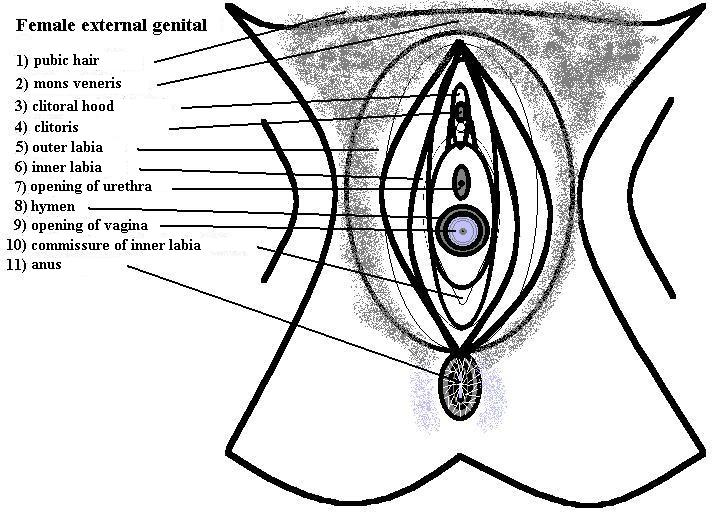
A vulva sematikus anatómiája
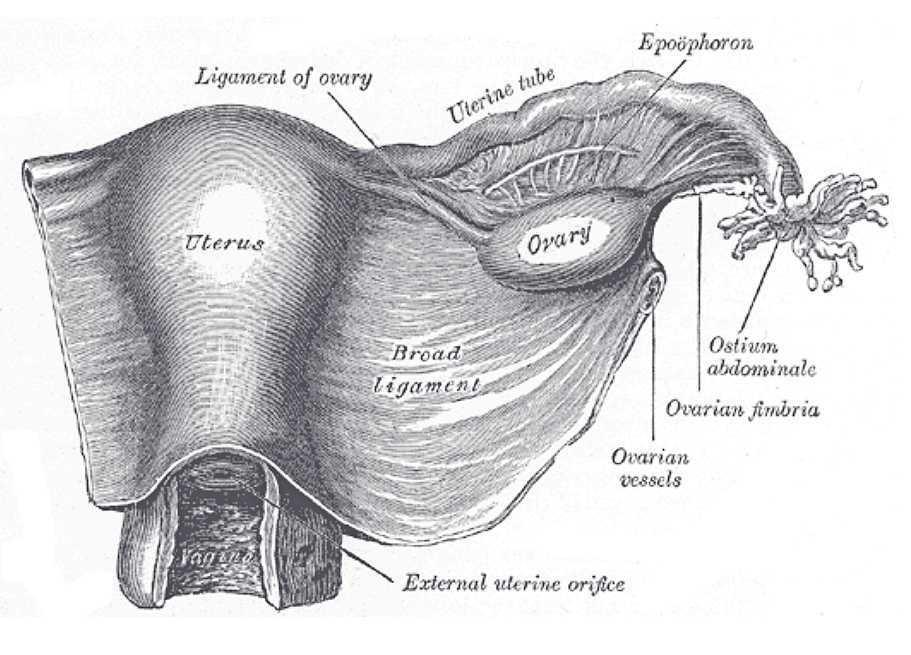
A méh és a bal oldali ligantumok hátulról nézve
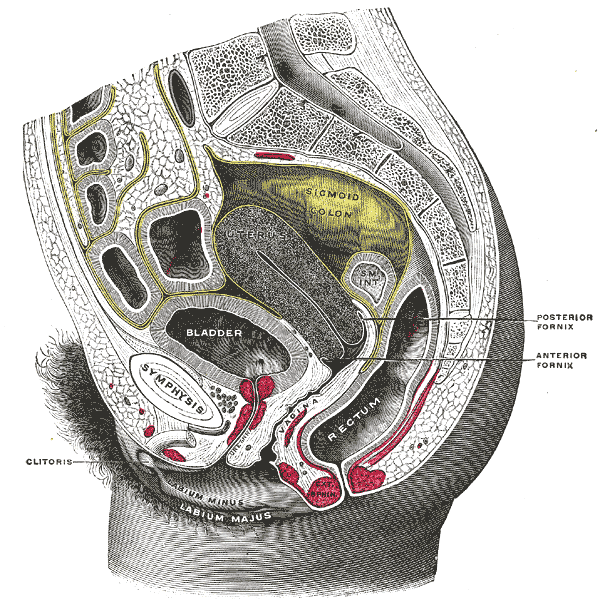
A női törzs alsó nyílásrészének jobb oldali része
A méh hátsó és a hüvely felső része
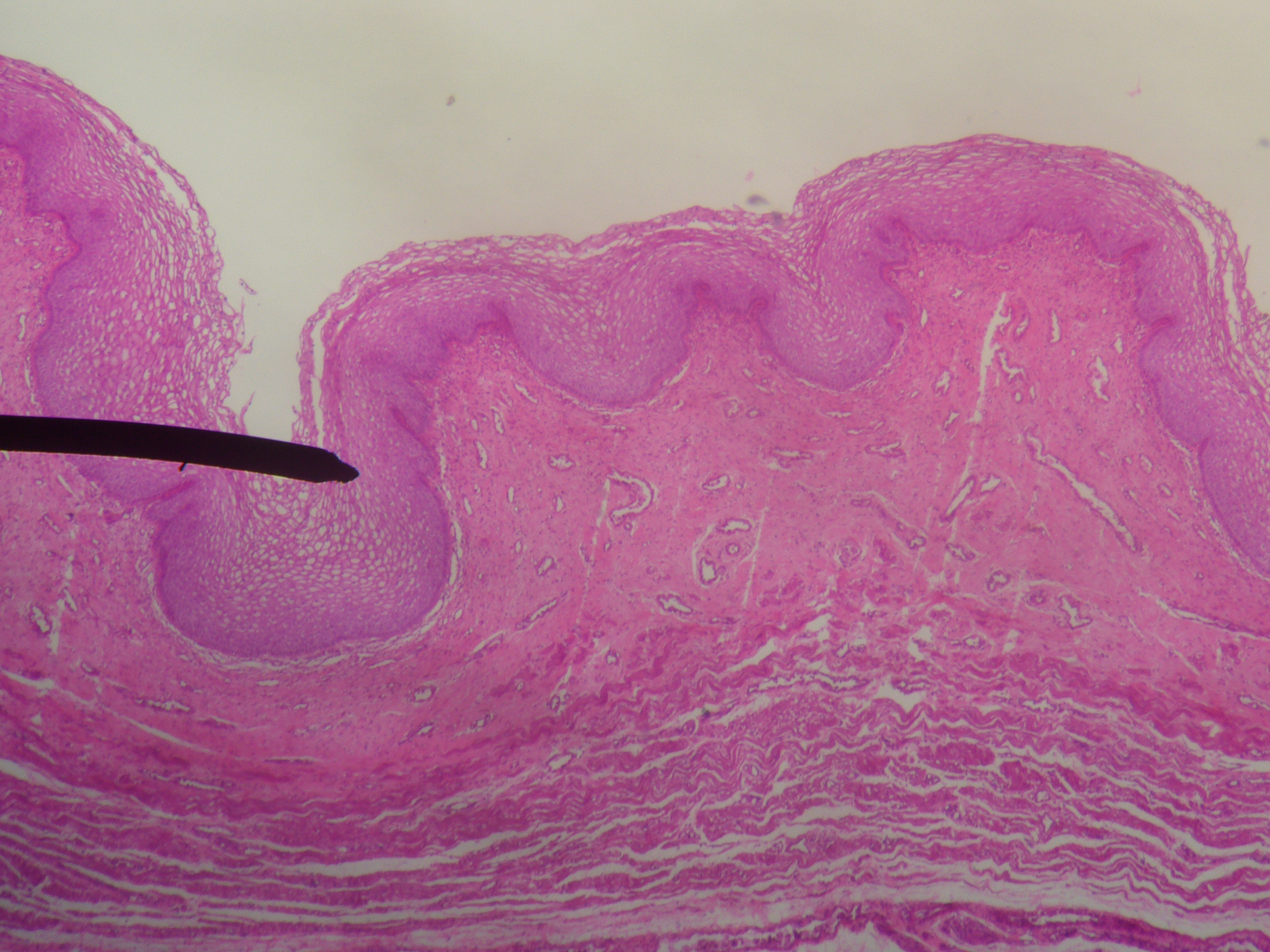
A hüvelyfal rétegei
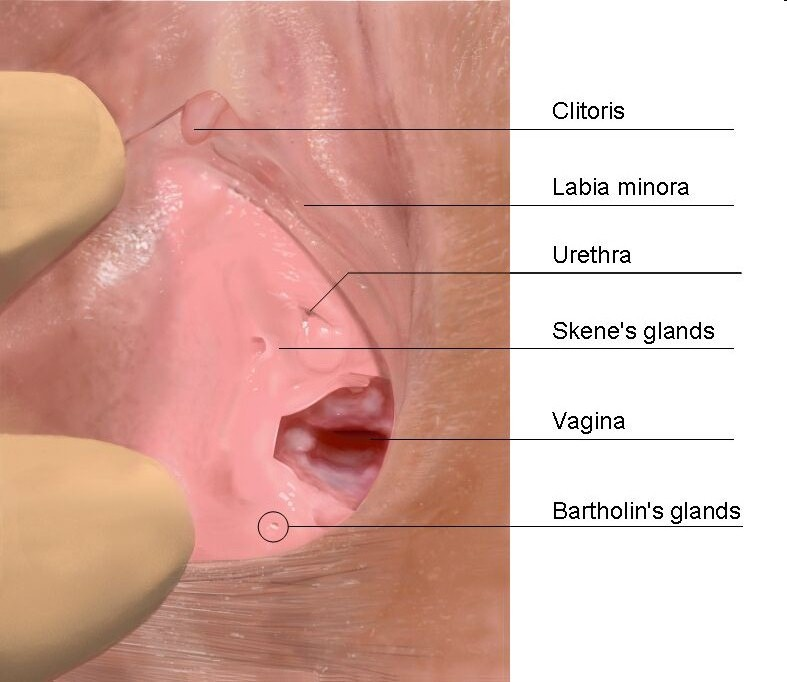
Az emberi vulváról készített kép, mely mutatja a hüvelyhez vezető bejáratot is